# Оками (Каспский муниципалитет)
Оками (груз. ოკამი) — село в Грузии, на территории Каспского муниципалитета края (мхаре) Шида-Картли.

## География
Село находится в центральной части Грузии, на правом берегу реки Ксани, на расстоянии приблизительно 4 километров (по прямой) к северо-востоку от города Каспи, административного центра муниципалитета. Абсолютная высота — 666 метров над уровнем моря.

## Население
По результатам официальной переписи населения 2014 года, в Оками проживал 1401 человек (701 мужчина и 700 женщин). В национальной структуре населения грузины составляли 91 %, осетины — 8,4 %, русские — 0,2 %.
| Год  | Население, человек |
| ---- | ------------------ |
| 2002 | 1715               |
| 2014 | ↘ 1401             |